# نهوض الغراغيل
نهوض الغراغيل (بالإنجليزية: Rise of the Gargoyles)‏ هو فيلم رعب تم إنتاجه في الولايات المتحدة وفرنسا وكندا وصدر سنة 2009 بطولة إريك بلفور.

## القصة
في باريس ، عثر عاملان على غرفة مخفية أثناء حفرهما تحت الأرض لكنيسة القديس جان أندريه. يجمعون الأشياء الثمينة في الحال لكنهم يهاجمون من قبل مخلوق. في هذه الأثناء ، شجع صديقه كارول بيكهام الأستاذ جاك راندال ، الذي كتب كتابًا عن Gargoyles رفضه الخبراء ، لإلقاء نظرة خاطفة على المكان. يتسللون إلى الموقع أثناء الليل وأثناء قيام كارول بجمع بعض القطع الأثرية ، يقوم جاك بالتسجيل باستخدام كاميرته. فجأة ، رأى جاك وحشًا مجنحًا يقترب منه ويهرب من الموقع مع كارول ، لكنه كسر كاميرته. يذهبون إلى حانة ويسقط حجر ضخم على سيارته. يأخذ جاك سيارة أجرة إلى منزله الداخلي وتعرض كارول للهجوم وقطع رأسها من قبل جارغويل في شقتها. في صباح اليوم التالي ، يعرف جاك كارول ويصبح المشتبه به الرئيسي للمفتش جيبرت بارتكاب عدة جرائم قتل. قرر جاك البحث عن مراسلة إحدى الصحف المثيرة ، نيكول ريكارد ، وقدم شريطه إلى مصورها والش. عندما استعاد والش الصورة سيئة الشكل ، أظهر نيكول وأدركوا أن جاك ليس مجنونًا وقد رأى غارغويل بالفعل في باطن الكنيسة. قرروا العودة إلى الكنيسة للتحقيق.

## وصلات خارجية
نهوض الغراغيل على موقع IMDb (الإنجليزية)
- نهوض الغراغيل على موقع روتن توميتوز (الإنجليزية)
- نهوض الغراغيل على موقع نتفليكس (الإنجليزية)
- نهوض الغراغيل على موقع قاعدة بيانات الأفلام العربية
- نهوض الغراغيل على موقع ألو سيني (الفرنسية)
- نهوض الغراغيل على موقع Turner Classic Movies (الإنجليزية)
- نهوض الغراغيل على موقع أول موفي (الإنجليزية)
- نهوض الغراغيل على موقع فيلمافينيتي (الإسبانية)
- نهوض الغراغيل على موقع قاعدة بيانات الفيلم (الإنجليزية)
- نهوض الغراغيل على موقع ليتربوكسد (الإنجليزية)